# К-7 (серія будинків)

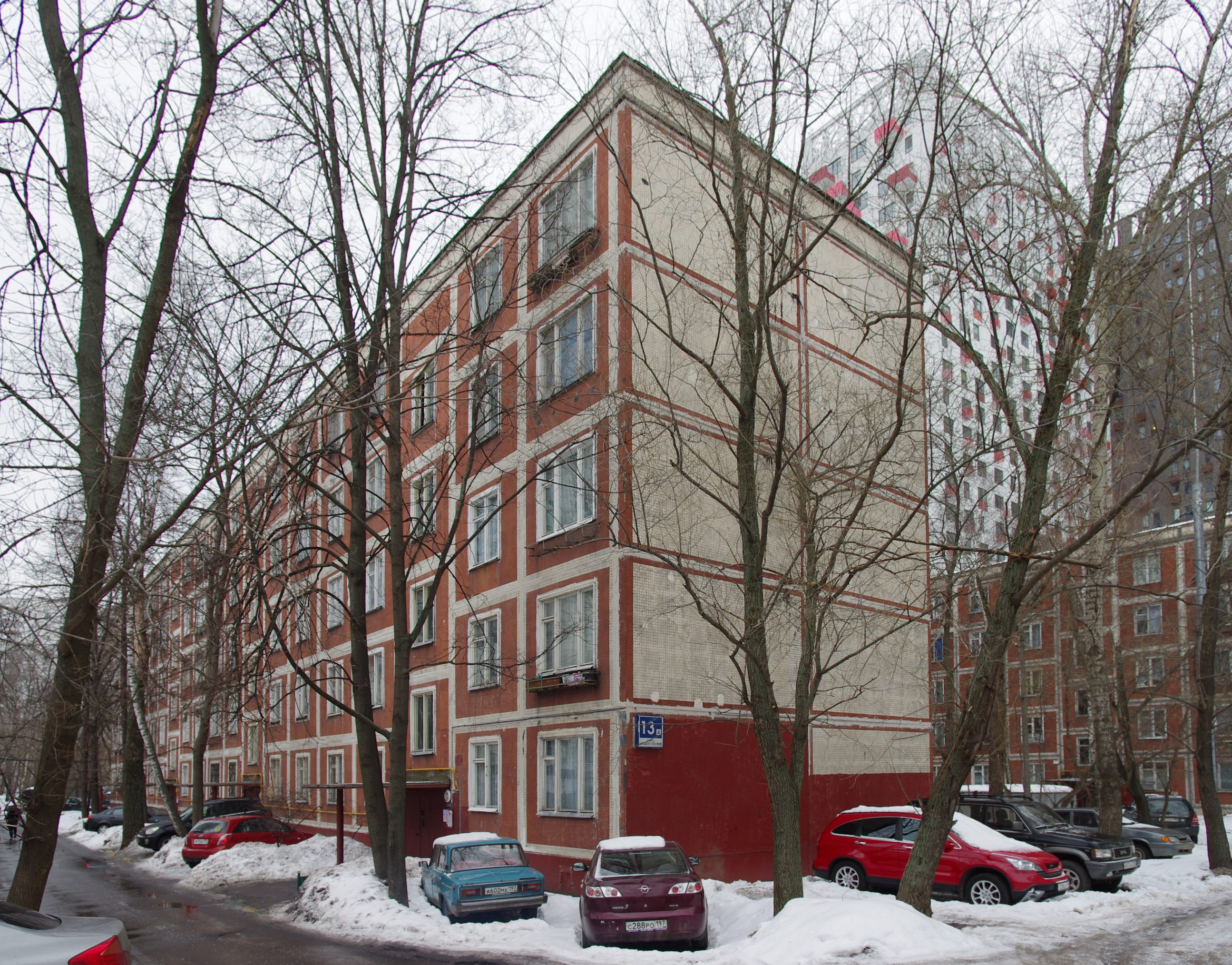
Будинок серії К-7

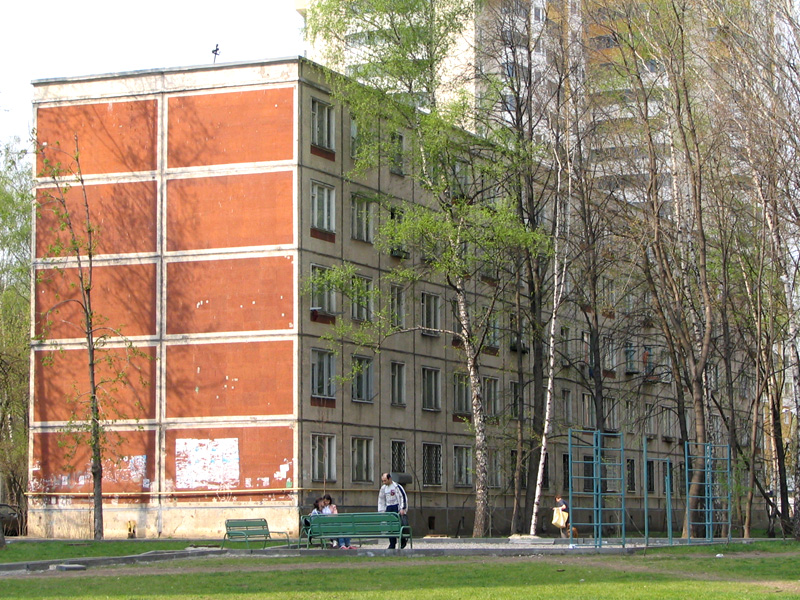
Будинок серії К-7 (модифікація К-7-3-4)

К-7, лагутенковка (К — каркасний) — серія п'ятиповерхових багатосекційних житлових будинків («хрущовка»), створених за проектом В. П. Лагутенка (діда музиканта Іллі Лагутенка) і побудованих з каркасних панелей, коли частини каркасу — колони та ригелі — є невід'ємною частиною панелі. Будинки цієї серії будувалися з 1958 до 1970 року.
Одна з перших серій промислового домобудівництва, основа районів масової житлової забудови 60-х років — продукція ДБК № 1 м. Москви.
Відмінною особливістю цієї серії будинків є глухі торці будинків та відсутність балконів (останні були передбачені проектом: наприклад, вони були на 4- поверхових будинках модифікації К-7-3-3; але в переважній більшості будинків від них відмовилися на користь здешевлення конструкції). Таким чином, будинок є прямокутним паралелепіпедом без будь-яких виступаючих деталей. Панелі, з яких будували ці будинки, здебільшого облицьовані білими або червоними квадратними неглазурованими кахлями зі стороною близько п'яти сантиметрів. Будинки подібного та схожих типів отримали в народі назву «хрущоби» або «хрущовки». Ще одна особливість — елементи панелей (колони і ригелі), що виступають, по кутах кімнат.

## Модифікації

### Будинки з балконами
У 1-му та 2-му мікрорайоні Зеленограда були також будинки цієї серії з чотирикімнатними квартирами (наприклад, корп. 101—103). Усі такі будинки було знесено.

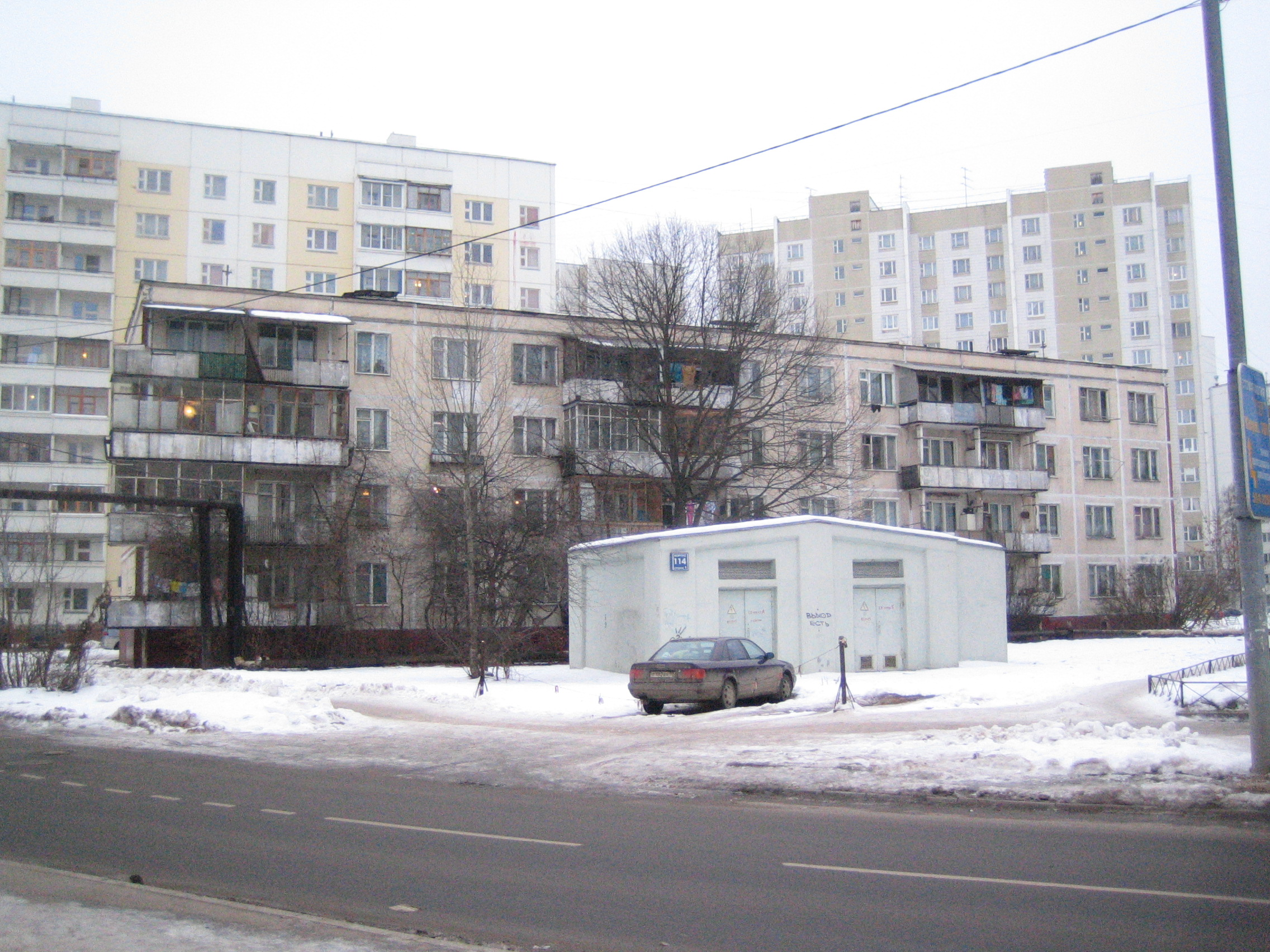
Будинок серії К-7-3-3 з балконами в 1 мікрорайоні Зеленограда (корп. 108) (тильна сторона)

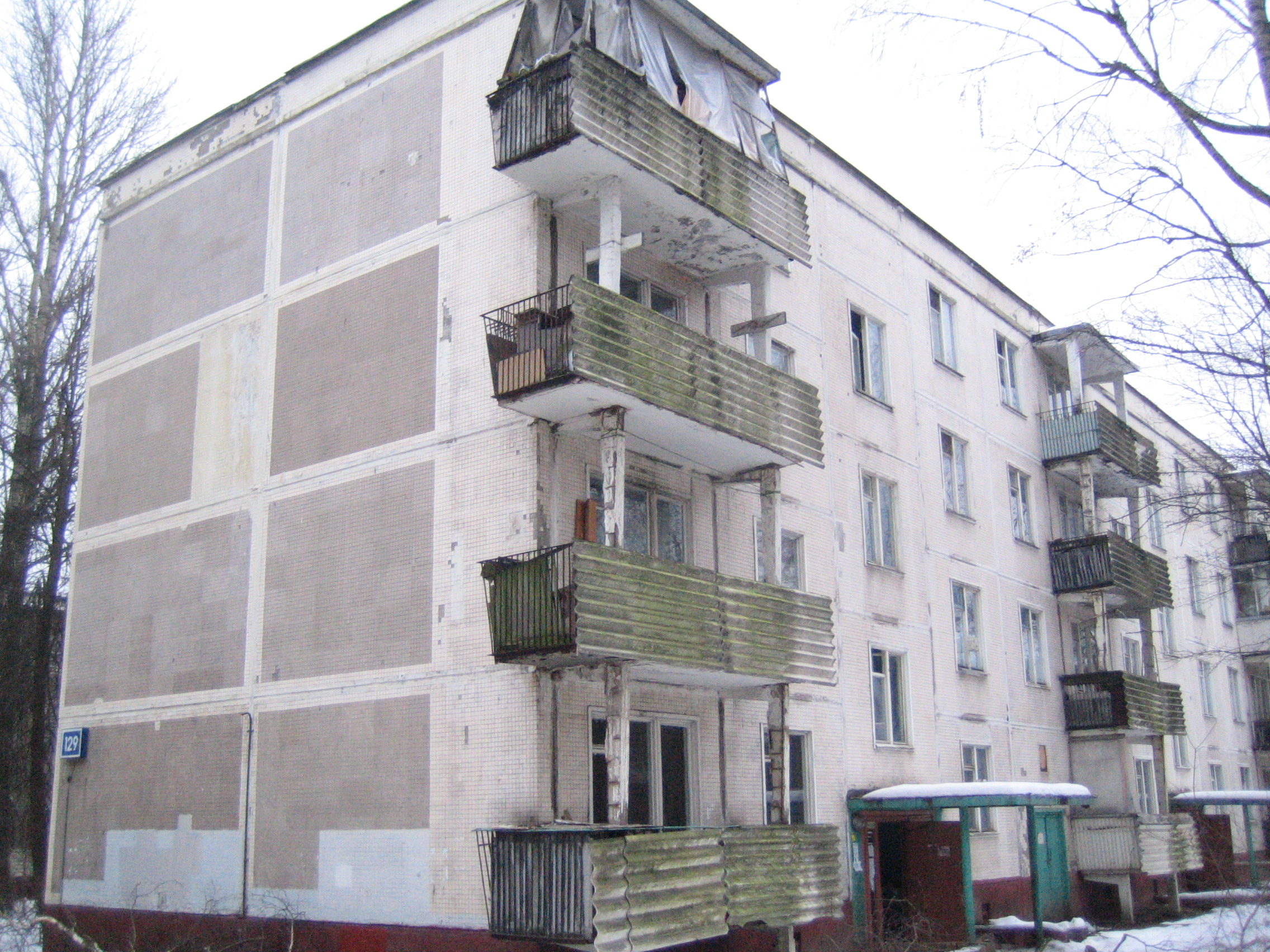
Будинок серії К-7

### Будинки з магазинами
У Москві зводилися будинки цієї серії з магазином першому поверсі: під магазин відводилася вся площа першого поверху, крім сходових клітин. Натомість панельних стін на першому поверсі були скляні вітрини, будівля спиралася на каркас. Висота першого поверху була вищою за типовий. У жовтні 2019 року останній у Москві будинок такої конструкції було знесено.

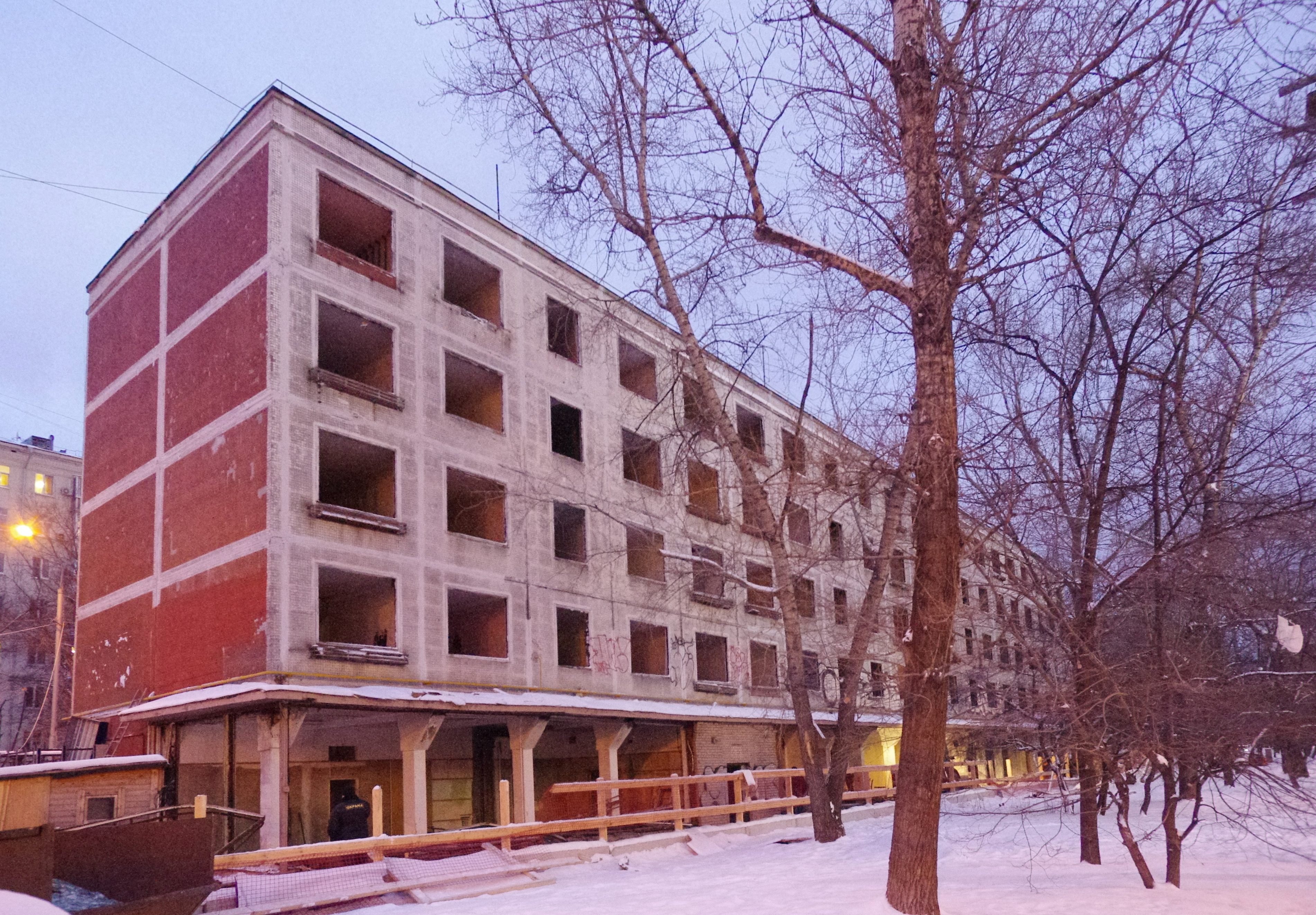
Будинок серії К-7 із магазином на першому поверсі, під час демонтажу